# Acélszív
Az Acélszív album az Ossian zenekar 1988-ban megjelent első nagylemeze. A Pokolgép után az Ossian volt a második heavy metal együttes, akiknek nagylemeze jelenhetett meg Magyarországon. A lemezről a címadó Acélszív és a Sörivók igazi metal himnusszá lettek a nyolcvanas évek végén a hazai rockerek körében, a közönség sokáig ezzel a két dallal azonosította a csapatot.
Az album dalainak felében még a korábbi basszusgitáros Kovács T. Péter játszott, a többi basszustémát pedig a zenekar gitárosa, Maróthy Zoltán rögzítette. A dobokat nem élőben játszotta fel Galántai Zsolt, hanem egy dobgépbe programozta be.
Az eredetileg csak kazettán és hanglemezen kapható albumot 2002-ben CD-n újra kiadták, bónusz dalokkal és videó klipekkel megtoldva, megújított hangzással és lemezborítóval.
2015-ben az Acélszív felkerült a legnagyobb hatású magyar metal-albumok listájára.

## Dalok
1. Acélszív – 3:42
2. Hé, Te! – 3:56
3. A Sátán képében – 3:49
4. A nyugtalan – 5:04
5. Sörivók – 3:02
6. Gonosz asszony – 4:57
7. Rock 'n' roll lány – 3:44
8. A rock lázadói – 3:42
9. Metál nemzedék – 5:15
10. Finálé – 1:04

Bónusz dalok a 2002-es újrakiadáson
1. Acélszív '92 (az 1992-es válogatás albumról) – 3:40
2. Sörivók '92 (az 1992-es válogatás albumról) – 2:51

Bónusz videó klipek a 2002-es újrakiadáson
1. Acélszív (1992)
2. Sörivók (1988)

## Közreműködők
- Paksi Endre – ének
- Maróthy Zoltán – gitár, szintetizátorok, ének, basszusgitár (4,5,6,7,10)
- Kovács T. Péter – basszusgitár (1,2,3,8,9)
- Galántai Zsolt – dobprogramok
- Idrányi Ildikó – ének

Bónusz dalok (Ossian 1992)
- Paksi Endre – ének
- Maróthy Zoltán – gitár
- Vörös Gábor – basszusgitár
- Tobola Csaba – dobok